# Benh Zeitlin
Benh Zeitlin (Queens, 14 ottobre 1982) è un regista, sceneggiatore e compositore statunitense.
Nel 2013 ha ricevuto la candidatura all'Oscar al miglior regista e alla migliore sceneggiatura originale per Re della terra selvaggia. Per lo stesso film si aggiudica il National Board of Review come migliore regista esordiente, la Caméra d'or al Festival di Cannes e il Gran premio della giuria: U.S. Dramatic al Sundance Film Festival.

## Biografia
Nato e cresciuto nel Queens di New York City, figlio di Amanda Dargan e Steve Zeitlin, due folkloristi di City Lore a New York. Suo padre ha lavorato per la Smithsonian Institution e nel 1986 è stato il direttore fondatore dell'organizzazione no-profit City Lore. Zeitlin ha origini ebree da parte di padre, mentre la madre è originaria di Darlington nella Carolina del Sud. Si è laureato presso la Wesleyan University, dove ha realizzato il suo primo cortometraggio Egg. Nel 2004 assieme ai suoi compagni di studi ha fondato Court 13, un collettivo indipendente di cineasti, artisti e musicisti. Il nome è preso da un campo di squash della Wesleyan University, utilizzato per le riprese dei loro cortometraggi.
Dopo la laurea Zeitlin ha iniziato a viaggiare, stabilendosi per un periodo in Europa, ma dopo le devastazioni dell'uragano Katrina Zeitlin si trasferisce a New Orleans per raccontare il tutto nel cortometraggio Glory at Sea. Precedentemente aveva realizzato il cortometraggio in stop-motion The Origins of Electricity, con due lampadine come attori principali.
Nel 2012 dirige il suo primo lungometraggio, Re della terra selvaggia, basato su un'opera teatrale di Lucy Alibar. Il film, candidato a 4 premi Oscar, ottiene gli elogi della critica, vincendo il Gran Premio della Giuria al Sundance Film Festival e la Caméra d'or al Festival di Cannes 2012, oltre al Gran Premio della Giuria al Deauville American Film Festival. Zeitlin e il film ottengono numerosi riconoscimenti internazionali, facendo diventare Re della terra selvaggia uno dei film più premiati del 2012.

## Filmografia

### Regista

#### Cinema
- Re della terra selvaggia (Beasts of the Southern Wild) (2012)
- Wendy (2020)

#### Cortometraggi
- Egg (2005)
- The Origins of Electricity (2006)
- Glory at Sea (2008)

#### Video musicali
- Unconditional I  — Arcade Fire (2022)

## Riconoscimenti
- Premio Oscar
  - 2013 – Candidatura al miglior regista per Re della terra selvaggia
  - 2013 – Candidatura alla migliore sceneggiatura non originale per Re della terra selvaggia

- British Academy Film Awards
  - 2013 – Candidatura alla migliore sceneggiatura non originale per Re della terra selvaggia

- Festival di Cannes
  - 2012 – Caméra d'or per Re della terra selvaggia
  - 2012 – Premio Fipresci Un Certain Regard per Re della terra selvaggia
  - 2012 – Menzione speciale della Giuria Ecumenica per Re della terra selvaggia
  - 2012 – Candidatura Un Certain Regard per Re della terra selvaggia

- Independent Spirit Awards
  - 2013 – Candidatura al miglior regista per Re della terra selvaggia

- National Board of Review
  - 2012 – Miglior regista esordiente per Re della terra selvaggia